# 教宗佳德
聖阿加松（拉丁语：Agatho PP.，希腊语 Αγάθων，教会斯拉夫语：Агаѳѡнъ；577年—681年1月10日）于678年6月27日至681年1月10日担任教宗。他召集了679-680年的第三次君士坦丁堡公會議，討論了基督一志論的教义。此后，第六次大公会议将这一教义定为异端。在他的教宗任期内，罗马和拉文纳之间从666-680年持续的争吵结束了。他解决了约克主教威尔弗里德和坎特伯雷大主教西奥多之间的冲突，承认了威尔弗里德的权利。

## 背景和早年生活
阿加松的确切出生日期不详。也许他出生在七世纪上半叶，西西里岛的巴勒莫市。他出身于希腊或西西里家庭。据推测，他成年后在圣赫米阿斯修道院修道。之后，他被教宗多姆努斯邀请到罗马担任罗马教会的司库。教宗多姆努斯去世后，阿加松于678年被选为教宗。他保留了罗马司库的职位，罗马和意大利的许多教堂因此得以修建和修复。

## 教宗
亚加顿任命了十名基督教神父、三名基督教执事和十八名主教。 在679，拉特兰议会召开，该委员会撰写了东正教传统中的基督教信仰教义。 耶稣基督里的一意志教义被认为是异端。 罗马议会的决定在681会议上被送往君士坦丁堡，之后东正教会完全放弃了一个意志的异端。
阿加顿帮助解决了约克主教威尔弗里德和坎特伯雷大主教费奥多尔之间的冲突。 在拉特兰议会上，人们认识到诺森比亚国王埃格弗里斯在接受了费奥多尔大主教的帮助后，非法将威尔弗里德从办公室撤职。 委员会命令威尔弗里德被送回约克主教座。
680年，666年发生的罗马和拉文纳之间的争吵被停止了。 它的产生是因为拉文纳的大主教莫尔，他在没有罗马批准的情况下，从康斯坦二世皇帝手中购买了拉文纳教会自治的权利，拉文纳受罗马的约束。 这导致了一场持续十四年的争吵（分裂），并由教宗阿加顿解决。

## 疾病和死亡
教宗阿加顿于681年1月10日去世，无论是老年还是罗马的瘟疫。 没有关于他死亡的确切信息，所以两种选择都被考虑在内。